# Ворожцова, Любовь Эвальдовна
Любо́вь Э́вальдовна Ворожцо́ва (род. 11 января 1950, Серов, Свердловская область) — советская и российская театральная актриса, народная артистка РСФСР (1991).

## Биография
Родилась 11 января 1950 года в городе Серов Свердловской области. С детства увлекалась театром, играла в школьных спектаклях. В 1966—1970 годах училась на актёрском отделении Свердловского театрального училища (педагог — Юрий Жигульский).
С 1966 года, будучи студенткой первого курса, участвовала в спектаклях Свердловского ТЮЗа (ныне Екатеринбургский ТЮЗ), за год до окончания института была принята в труппу. В 1981—1984 годах работала в Новосибирском ТЮЗе (сейчас Новосибирский молодёжный театр «Глобус»).
На открытии нового здания ТЮЗа 7 ноября 1977 года именно ей бывший в ту пору первым секретарём Свердловского обкома КПСС Борис Ельцин вручил символический ключ от театрального дома.
Травести, хороших и разных, в театрах юного зрителя было много. Но актёрским талантом огромного масштаба природой наделены единицы. Были В. Сперантова в ЦДТ, Л. Князева в МТЮЗе, И. Соколова в ЛенТЮЗе, и, наконец, Л. Ворожцова в Екатеринбурге. И это всё.Юрий Жигульский, из книги «С детства и на всю жизнь»
С 2011 по 2018 год играла в спектаклях Коляда-театра, с коллективом которого бывала на гастролях в Москве, Санкт-Петербурге, а также во Франции.
Деревенская маленькая бабулька в исполнении лучшей травести страны Любови Ворожцовой — совсем не та бабушка, которую воображает и помнит сбежавшая из деревни Оля. Ворожцова завораживает детским хрустальным голосом всех — и зрителей, и персонажей. Когда видишь и слышишь Ворожцову, попадаешь в сказку.Дмитрий Лисин о спектакле «Ба», «Свободная пресса» 2015
В 2017 году снялась в картинах Алексея Федорченко «Последняя „Милая Болгария“» и «Война Анны».
Принимает участие в спектаклях Дома актёра, работает на телевидении и радио: участвует в теле- и радиопередачах, дубляже и озвучивании в кино и мультипликации, работает на эстраде. Сыграла более 100 ролей.

## Работы в театре

### Екатеринбургский ТЮЗ

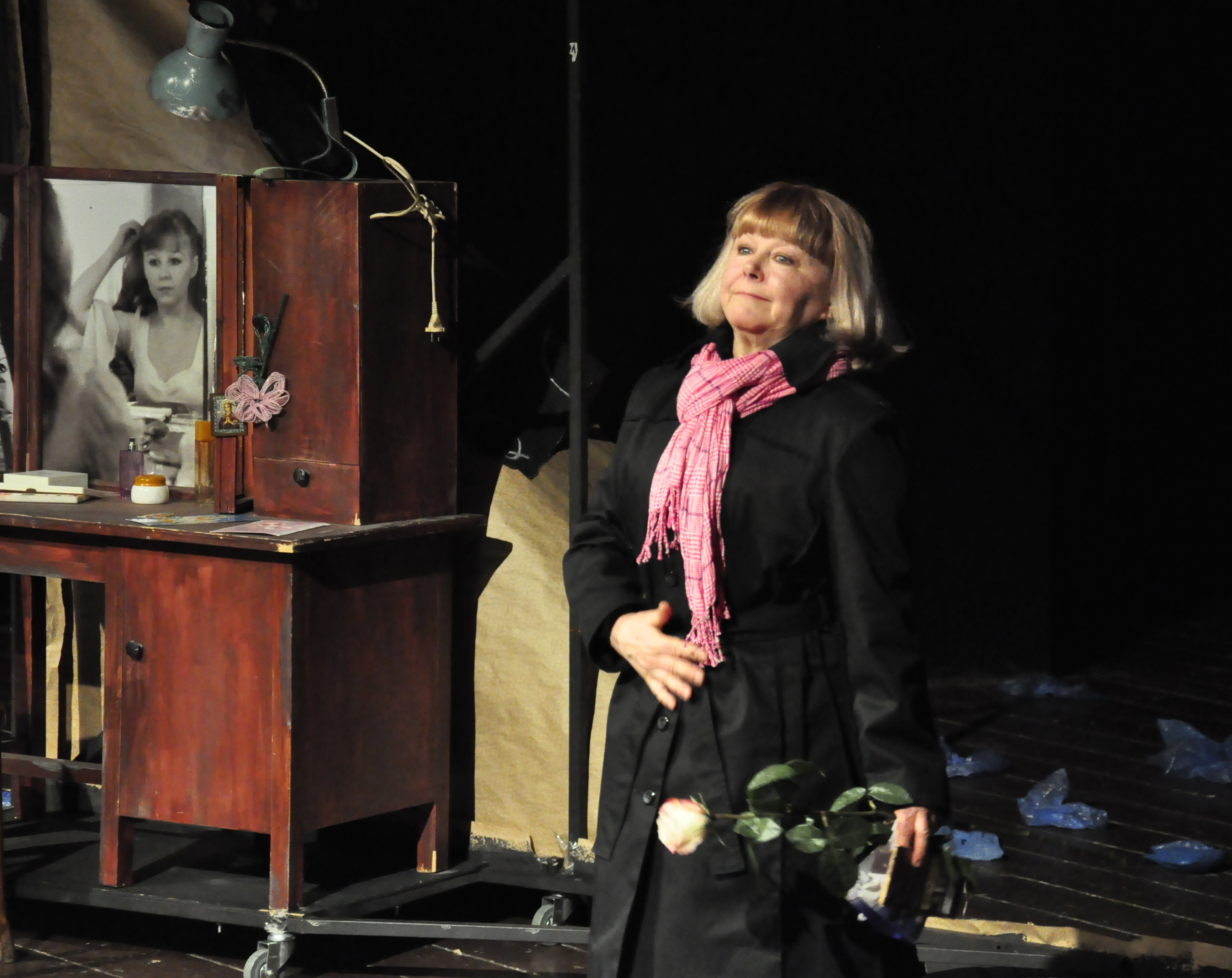
«Оскар и розовая дама» Э.-Э. Шмитта
финал спектакля (2014 год)

- «Деревья умирают стоя» А. Касоны — Фелиса
- «Аладдин и волшебная лампа» Ю. Жигульского — Джинн Маймук
- «Елена Премудрая» М. Бартенева — Елена
- «Миллион за Карлсона» А. Линдгрен — Карлсон
- «Пеппи» Ю. Кима, В. Дашкевича — Пеппи, Дамы из попечительского совета
- «Стойкий оловянный солдатик» С. Баневича — Кукла
- «Белоснежка и семь гномов» Л. Устинова и О. Табакова — Белоснежка
- «РВС» А. Гайдара — Жиган
- «Нахалёнок» М. Шолохова — Мишка
- «Аленький цветочек» по С. Т. Аксакову — Алёнушка
- «Приключения Буратино» А. Н. Толстого — Буратино
- «Снежная королева» Е. Л. Шварца — Герда
- «Золушка» Т. Габбе — Золушка
- «Малыш и Карлсон, который живет на крыше» А. Линдгрен — Малыш
- «Тряпичная кукла» У. Гибсона — Реггеди Энн
- «Лорд Фаунтлерой» Ф. Бернета — Седрик Эрол
- «Бэмби» Ф. Зальтена — Маленький Бэмби
- «Странный мир театра» М. Митуа — Сюзанна
- «Оркестр» Ж. Ануя — Сюзанна
- «Оскар и Розовая Дама» Э.-Э. Шмитта — Оскар, Розовая дама
- «Тайна волшебной силы» А. Богачёвой — Аука
- «Тайные сказы о золоте» по сказам П. Бажова — Рассказчица, Лукерья, Синюшка, Голубая змейка
- «Земля Эльзы» Я. Пулинович — Таисия, женский хор поселка Ярки
- «Волшебная книга сказок» И. Скворцова — Мать Емели
- «Морозко» по мотивам русских народных сказок — Баба-яга
- «Стеклянный зверинец» Т. Уильямса — Аманда Уингфилд

### Коляда-театр
- «Баба Шанель» Н. Коляды — Нина Андреевна
- «Женитьба» Н. Гоголя — Агафья Тихоновна
- «Уроки сердца» И. Васьковской — Мать
- «Мёртвые души» Н. Гоголя — Манилова
- «Ба» Ю. Тупикиной — Ба
- «Весна советская»[7]
- «Скрипка, бубен и утюг» Н. Коляды — Нина
- «Дом у дороги»/«Медвежий угол» Е. Бронниковой — Наталья Гавриловна Драпалюк
- «Дыроватый камень» Н. Коляды — Вера Сергеевна
- «Старосветская любовь» Н. Гоголя / Н. Коляды — Пульхерия Ивановна Товстогубиха

### Дом актёра
- «Любовные письма» А. Гурнея — Мелисса

## Награды и премии
- Премия Ленинского комсомола Среднего Урала (1977)
- Заслуженная артистка РСФСР (31.07.1978)[8]
- Народная артистка РСФСР (8.10.1991)[9]
- Премия СТД РФ за роль Куклы в спектакле «Стойкий оловянный солдатик» Екатеринбургского театра юного зрителя на Третьем Всероссийском фестивале театрального искусства для детей «Арлекин» в Санкт-Петербурге (2006)[10]
- Премия Правления Свердловского отделения СТД РФ (ВТО) «И мастерство, и вдохновение…» фестиваля «Браво!»—2007 — за высокое служение искусству (2008)[11].
- Российская Национальная театральная премия фестиваля театрального искусства для детей «Арлекин» в номинации «За великое служение театру для детей» (2011)[12]
- Премия Губернатора Свердловской области за 2018 год — «За значительный вклад в развитие культуры и искусства Свердловской области»[13].